# 吕舍
吕舍（法語：Lucheux，法語發音：[lyʃø]）是法国上法蘭西大區索姆省的一个市镇，属于亚眠区。

## 地理
吕舍（50°11'48"N, 2°24'37"E）面积27.65 平方千米，位于法国上法蘭西大區索姆省，该省份为法国北部沿海省份，北起加来海峡省和北部省，西接滨海塞纳省和大西洋英吉利海峡，南至瓦兹省，东临埃纳省。
与吕舍接壤的市镇（或旧市镇、城区）包括：库蒂雷勒、格兰库尔莱帕、阿卢瓦、伊韦尔尼、蒙迪库尔、波姆拉、索尔蒂、勒苏伊什、叙圣莱热、瓦尔兰库尔莱帕、布克迈松、布雷维莱尔、格鲁什-吕许埃勒、安贝尔库尔。
吕舍的时区为UTC+01:00、UTC+02:00（夏令时）。

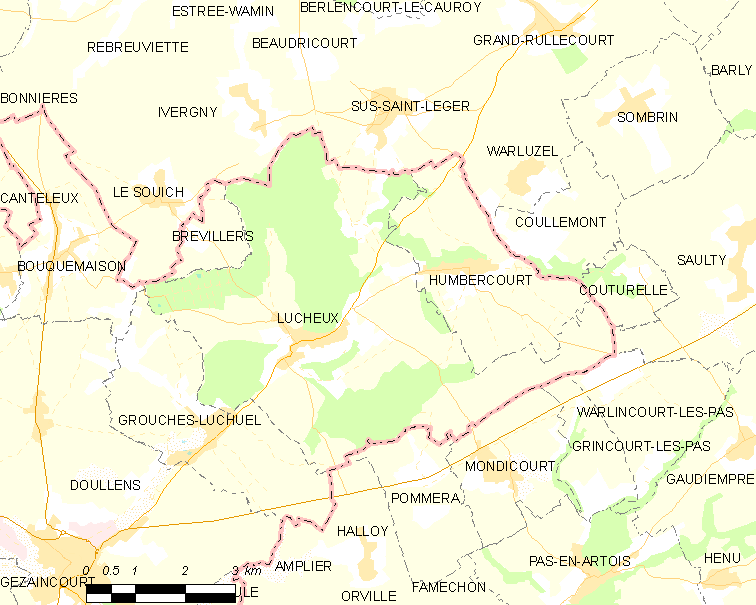
吕舍的OSM定位图

## 行政
吕舍的邮政编码为80600，INSEE市镇编码为80495。

## 政治
吕舍所属的省级选区为杜朗县。

## 人口

1962-2008年间吕舍人口变化图示

吕舍于2022年1月1日时的人口数量为521人。